# Kardinalsring
Der Kardinalsring gehört seit dem 9. Jahrhundert zu den Insignien eines Kardinals und symbolisiert die Treue zur Kirche. Der Ring ist aus Gold. Der Ring wird dem Kardinal bei seiner Ernennung vom Papst übergeben. Er wird von dem Kardinal anstelle des Bischofsringes an der rechten Hand getragen.
Am Karfreitag wird der Ring, wie auch der Bischofsring, nicht getragen. Wird ein Kardinal zum Papst gewählt, erhält er den Fischerring und legt den Kardinalsring ab. Papst Benedikt XVI. schenkte nach seiner Wahl seinen Kardinalsring im Jahr 2006 während seiner Deutschlandreise der Schwarzen Madonna, dem Gnadenbild von Altötting.